# Tami Oldham Ashcraft
Tami Oldham Ashcraft (* 1960) ist eine US-amerikanische Seglerin und Autorin.

## Schiffbruch 1983
1983 wurde Oldham Ashcrafts damaligem Verlobten, dem britischen Segler Richard Sharp (34), angeboten, die 44-Fuß Yacht Hazana von Tahiti nach San Diego zu überführen. Die damals 23-jährige Oldham Ashcraft begleitete ihn auf der Überfahrt.
Nach wenigen Tagen gerieten sie in den Hurrikan Raymond. Trotz ihres Versuches, dem Sturm zu entkommen, traf der Hurrikan die Yacht. Sharp schickte Oldham Ashcraft zu ihrem eigenen Schutz unter Deck und sicherte sich selbst an einer Leine. In der Folge kenterte die Yacht, wobei sich Oldham Ashcraft am Kopf verletzte und für ca. 27 Stunden das Bewusstsein verlor. Als sie wieder zu Bewusstsein kam, war die Hazana schwer beschädigt und Sharp verschwunden.
Oldham Ashcraft gelang es, das Boot im Rahmen ihrer Möglichkeiten u. a. durch einen improvisierten Mast wieder segeltüchtig und manövrierfähig zu machen. Aufgrund der Beschädigungen am Boot und der örtlichen Wind- und Strömungsverhältnisse erschien ein Fortsetzen der ursprünglich geplanten Route nach San Diego jedoch unrealistisch, sodass sie sich entschied, stattdessen Hawaii anzulaufen. Da alle elektronischen Navigationsinstrumente vom Sturm zerstört worden waren, navigierte sie manuell mit Hilfe eines Sextanten. Sie ernährte sich in dieser Zeit vornehmlich von Konserven. Nach 41 Tagen Schiffbrüchigkeit erreichte Oldham Ashcraft schließlich Hilo auf Hawaii.

## Weiteres Leben
In Folge der Kopfverletzung trug Oldham Ashcraft länger andauernde Schwierigkeiten beim Fokussieren von Objekten davon, sodass sie insbesondere jahrelang nicht in der Lage war, ein Buch zu lesen. Sie segelte weiterhin und machte ihr Kapitänspatent.
Oldham Ashcraft gab an, während der Zeit als Schiffbrüchige eine unterstützende Stimme gehört zu haben. Nach dieser Erfahrung hatte sie mit Trauer und Albträumen zu kämpfen. Nachdem sie wieder in der Lage war zu lesen, begann sie, ihre Erlebnisse mit Unterstützung der Autorin Susea McGearhart in dem Buch Red Sky in Mourning: A True Story of Love, Loss, and Survival at Sea zu verarbeiten, das 2018 von Baltasar Kormákur unter dem deutschen Titel Die Farbe des Horizonts (englisch: Adrift) verfilmt wurde.
Oldham Ashcraft ist seit 1994 verheiratet und hat zwei Töchter.